# Piazza pulita (Carr)
Piazza pulita (Poison in Jest) è un romanzo giallo del 1932 scritto da John Dickson Carr. È uno dei pochi a non avere come protagonisti nessuno dei suoi celebri investigatori (Gideon Fell e Sir Henry Merrivale), entrambi apparsi dopo l'uscita di questo libro.

## Trama
Jeff Marle (spalla di Bencolin nei romanzi in cui questo è protagonista) è in visita ad alcuni vecchi amici, i Quayle, nella loro casa in Pennsylvania. Ma le cose non stanno come alcuni anni prima: da quando per una lite ha provocato la fuga di casa del figlio maggiore Tom, il giudice Quayle è diventato scontroso e terrorizzato da qualcosa. Gli altri suoi figli e figlie si odiano tra loro, ma più di tutto sembrano odiare il patriarca...che dopo pochi minuti di colloquio con Marle, cade a terra per via di un drink avvelenato. Contemporaneamente, anche sua moglie, da tempo malata di depressione e confinata a letto, è vittima di un tentativo di avvelenamento. Ma la vittima, anzi le vittime, alla fine ci scappano, e Marle è chiamato a investigarci su, stavolta come spalla del goffo amico di famiglia dei Quayle, Pat Rossiter.
Chi c'è dietro questi omicidi? E come c'entrano delle scale di una cantina macchiate di sangue, e una misteriosa mano di marmo che sembra muoversi da sola per la casa?

## Personaggi
- Jeff Marle, scrittore e investigatore dilettante
- Giudice Quayle, il patriarca
- Signora Quayle (nata Malvert), sua moglie
- Tom, Matt Jr., Mary, Virginia, Clarissa, i loro figli
- Walter Twills, medico e marito di Clarissa
- Pat Rossiter, investigatore

## Titolo
Il titolo originale Poison in Jest è tratto dall'Amleto di Shakespeare, atto 3, scena 2, quando parlando della messinscena dell' "Assassinio di Gonzago" da parte della compagnia di attori girovaghi, di fronte alle preoccupazioni del re Claudio sul tema trattato nell'opera, Amleto lo rassicura dicendogli "fanno per finta, avvelenano per finta" ("they do but jest, poison in jest").

## Edizioni italiane
- Piazza pulita, collana Il Giallo Mondadori n. 247, Arnoldo Mondadori Editore, ottobre 1953.
- Piazza pulita, collana I classici del Giallo Mondadori n. 157, Arnoldo Mondadori Editore, gennaio 1973.
- Piazza pulita, traduzione di Iti Dussich Knowles, in Veleni mortali, collana Gli speciali del Giallo Mondadori n. 68, Arnoldo Mondadori Editore, dicembre 2012.